# 东夏园站
东夏园站，规划建设阶段曾称作东部新城站，是一个位于中国北京市通州区潞源街道运河东大街，属于北京地铁6号线的地铁车站，2014年12月28日随6号线二期开通一同投入使用。

## 位置
东夏园站位于运河东大街（东西向）与宋郎路（南北向）交汇处路口西，呈东西走向布置。由于临近潞城镇东夏园村得名。东夏园在清朝初期即已成村，孙、吴、苏、冯、宋五姓逃荒至此，此后因吴姓为大户而称“吴家园”，后又因夏姓至此成为大户而改名“夏家园”，简称“夏园”，1981年因通县另有一个重名的夏园村而改为东夏园。
车站外规划有一座P+R停车场。

## 结构

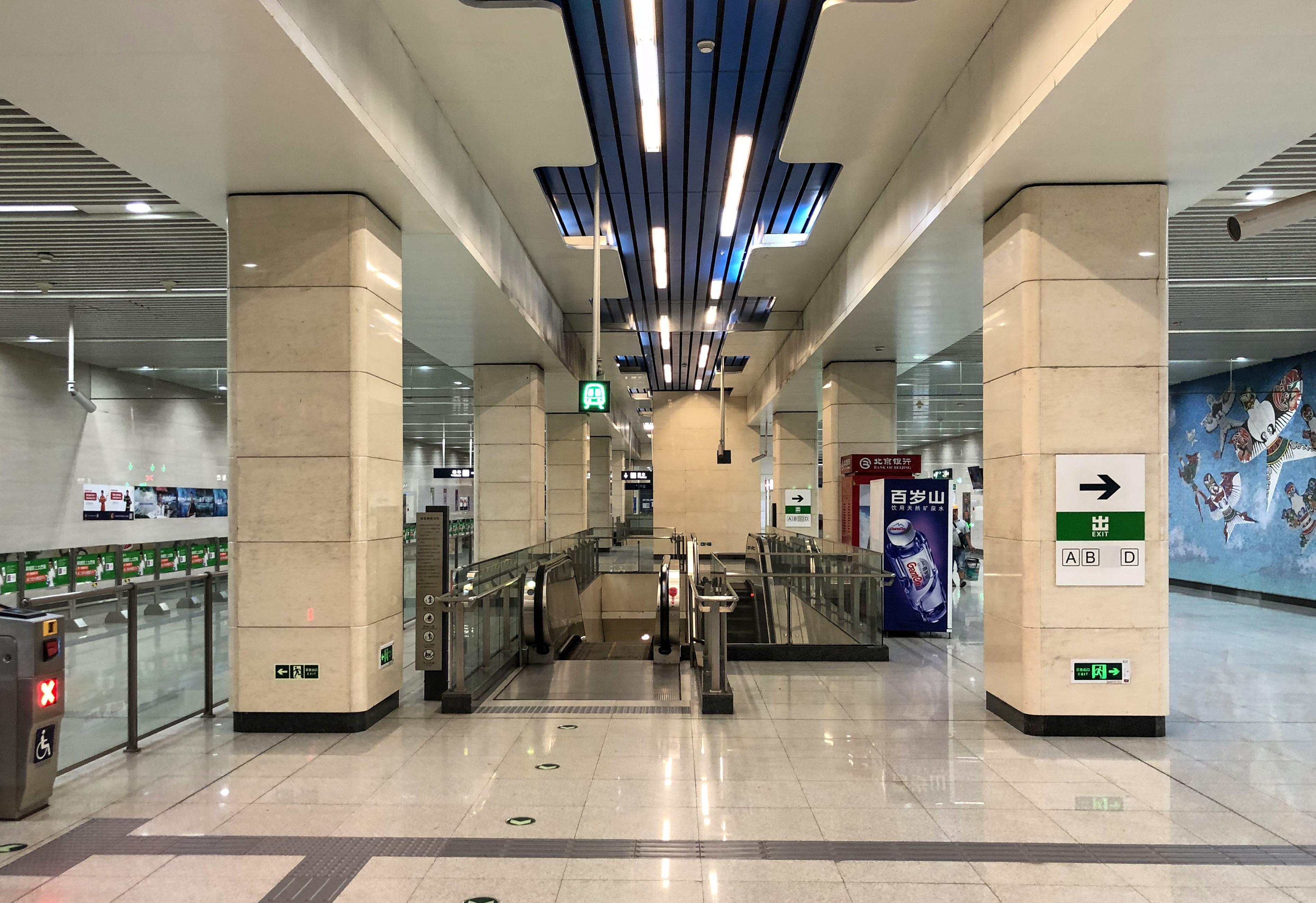
站厅（2018年7月摄）

### 车站楼层
东夏园站为地下二层双柱三跨车站，岛式站台设计。
| 地面层          | 街道                    | A—D出入口                        |
| 地下一层 站厅层 | 站厅                    | 客务中心、自动售票机、进出站闸机 |
| 地下二层 站台层 |                         | █ 6号线往金安桥（郝家府）        |
| 地下二层 站台层 | 岛式站台，左側開门      |                                  |
| 地下二层 站台层 | █ 6号线往潞城（終點站） |                                  |

### 站台
东夏园站设有1个岛式站台，位于运河东大街北侧地底。

### 出入口
东夏园站现开放A、B、C、D四个出入口。其中，B口设有通往通州万象汇地下二层以及东夏园交通枢纽的通道。
|                       |            |                                              |      |            |  |
| 編號                  | 邻接街道   | 建議前往的目的地                             | 图片 | 无障碍设施 |  |
| 出口 · A              | 运河东大街 | 运河东大街（北侧）、行政办公区（北）         |      | 不適用     |  |
| 出口 · B · 升降机标志 | 通济路     | 运河东大街（北侧）、通济路                   |      |            |  |
| 出口 · B · 升降机标志 |            | 首开通州万象汇                               |      | 不適用     |  |
| 出口 · B · 升降机标志 |            | 东夏园交通枢纽、中国人民大学通州校区         |      | 不適用     |  |
| 出口 · C · 升降机标志 | 运河东大街 | 运河东大街（南侧）、通济路、潞城全民健身中心 |      |            |  |
| 出口 · D              | 运河东大街 | 运河东大街（南侧）、行政办公区（南）         |      | 不適用     |  |
| 註： 設有             |            |                                              |      |            |  |

### 车站艺术
站内装饰带采用象征海河的湖蓝色色调。站厅内设有唐小禾、王长兴创作的壁画《春风和煦》。

## 事件
2023年8月11日，白衣男子徐某在本站偷拍一位女子，黑衣男子小赵看到这一幕后，将徐某按倒在地。随后，徐某因侵犯隐私而被警方拘留。